# Ciudadanos
Pour les articles homonymes, voir Ciudadanos (Chili).
Ciudadanos, de son nom complet Ciudadanos-Partido de la Ciudadanía (en français : Citoyens-Parti de la Citoyenneté) (abrégé en Cs et C's, officiellement jusqu'en 2017), est un parti politique espagnol libéral et unioniste, d'abord classé au centre, puis évoluant vers le centre droit et la droite.
Lors des élections européennes de 2009, Ciudadanos se présente avec le parti Libertas. Il est issu de l'association Ciutadans de Catalunya, opposée au catalanisme et favorable au principe de « pays formé par des citoyens et non par des territoires ». Son périmètre d'action est, jusqu'en 2014, réduit à la Catalogne. Par la suite, le parti s'élargit au reste du pays.
Le 4 juin 2016, Ciudadanos intègre officiellement le Parti de l'Alliance des libéraux et des démocrates pour l'Europe. En avril 2019, Ciudadanos obtient 57 sièges au Parlement espagnol, mais connaît un important revers dès les élections générales de novembre de la même année, défaite qui est suivie par « une lente agonie » depuis.

## Dénomination
Lors de sa fondation, le nouveau parti choisit la dénomination de Ciudadanos-Partido de la Ciudadanía en espagnol afin d'affirmer l'ampleur géographique de son rayon d'action : l'ensemble de l'Espagne.
Dans les communautés autonomes possédant plus d'une langue officielle, le parti est désigné indistinctement dans ces langues officielles : en espagnol : Ciudadanos-Partido de la Ciudadanía, en catalan : Ciutadans-Partit de la Ciutadania, en basque : Hiritarrak-Hiritargoaren Alderdia, en galicien : Cidadáns-Partido da Cidadanía.
L'abréviation Cs figure officiellement au registre des partis politiques du ministère de l'Intérieur.
Dans un entretien donné en 2008, Albert Rivera, alors président de Ciutadans, affirme que le vocable « citoyens » a été choisi car le parti souhaite s'adresser à tous les « citoyens du monde ».

## Histoire

### Fondation
Ciudadanos est né à partir de la plateforme civique Ciutadans de Catalunya (Citoyens de Catalogne), créée le 7 juin 2005 à Barcelone par un groupe de quinze intellectuels, professeurs d'université et professionnels de différents milieux. Le 21 juin, ceux-ci présentent au Centre de culture contemporaine de Barcelone un manifeste pour la création d'un nouveau parti politique en Catalogne, également présenté à Bilbao et à Madrid. Les fondateurs créent de la sorte une nouvelle force politique en Catalogne. Ils s'opposent au nationalisme catalan (qu'ils nomment le « nationalisme obligatoire »), que ce soit en politique ou dans l'éducation.
L'acte de présentation du processus constitutif du nouveau parti a lieu le 4 mars 2006 au Théâtre Tívoli de Barcelone en présence et avec le soutien de différentes personnalités des milieux culturel, éducatif et politique. Pendant la campagne de Ciutadans de Catalunya pour le référendum d'approbation du nouveau Statut d'autonomie le 5 juin 2006, Arcadi Espada et d'autres membres de la plateformes sont agressés par un groupe d'indépendantistes catalans. Bien que les mossos d'esquadra (police catalane) — accusés de passivité par la victime — ont démenti l'agression dans un premier temps, tous les groupes politiques l'ont condamnée. La journaliste et sous-directrice du journal El Mundo, Victoria Prego est témoin de la scène et la décrit dans deux articles. La plateforme dépose officiellement plainte à Gérone et sur proposition du Parti populaire, la session plénière du Congrès des députés a approuvé à l'unanimité le jour suivant une déclaration institutionnelle pour condamner l'agression.
Les 8 et 9 juillet 2006, a lieu le congrès fondateur à Bellaterra en présence de 350 délégués venant de la cinquantaine de groupes locaux de l'organisation où sont définis l'organisation, la structure interne, où sont choisis les organes représentatifs ainsi que l'idéologie du nouveau parti et le nouveau nom qui lui servirait pour les élections régionales à venir en Catalogne, le 1er novembre 2006. Le congrès fondateur choisit également Albert Rivera comme président, un avocat de vingt-six ans, Antonio Robles comme secrétaire général.

### Parti local catalan (2006-2014)
Après sa constitution, Ciudadanos consacre toutes ses forces aux élections du Parlement catalan afin de mobiliser beaucoup d'abstentionnistes et de désabusés des cinq formations - Convergence et Union, Parti des socialistes de Catalogne, Gauche républicaine de Catalogne, Parti populaire et Initiative pour la Catalogne Verts - Gauche unie et alternative — représentées au Parlement catalan. L'ambition du parti est d'entrer au parlement régional et de continuer à avancer sans faire aucune alliance d'intérêt avec un parti nationaliste catalan. Le 16 septembre 2006, Ciudadanos présente ses candidats au Palais de la musique catalane, devant 2 000 sympathisants ; une affiche montrant Albert Rivera nu y est aussi dévoilée. Le 1er novembre 2006, Ciudadanos obtient 89 567 voix et trois députés, devenant le sixième parti politique du Parlement de Catalogne. Les trois députés (Albert Rivera, d'Antonio Robles et de José Domingo) sont par ailleurs élus dans la circonscription de Barcelone. Le parti refuse toute prise de position pouvant favoriser les possibles candidats à la présidence de la Généralité, Artur Mas ou José Montilla. Le 24 novembre 2006, Ciudadanos s'oppose à l'élection de Montilla au poste de président de la Généralité.
Lors des élections municipales du 27 mai 2007, le parti présente des candidats, sans expérience politique préalable, dans différentes villes catalanes dont les quatre capitales de province (Barcelone, Lérida, Gérone et Tarragone) et hors de Catalogne, à Alicante et à Salamanque. Dans le reste du pays, le parti appelle à voter blanc. La campagne électorale est marquée par des incidents, comme le boycott de l'acte de candidature à Barcelone d'Esperanza García et du professeur d'université Francesc de Carreras. Ciudadanos prétend également avoir été victime d'un boycott informatif de la part des médias de communication catalans aussi bien publics que privés durant cette campagne. En Catalogne, le parti récolte 67 315 voix et 13 conseillers municipaux — 8 dans la province de Barcelone (Casteldefels, Gavá, Montornés del Vallés, Sant Andreu de la Barca, Sant Boi de Llobregat, Sant Pere de Vilamajor, Viladecans et Vilanova del Camí) et 5 dans la province de Lérida (tous à Gimenells i el Pla de la Font). Ailleurs, il obtient 2 048 votes (1,41 %) à Alicante et 1 859 (2,28 %) à Salamanque, sans obtenir de siège dans aucune des deux mairies.
En mai 2007, Ciudadanos envoie une lettre au président du Parlement européen pour dénoncer le comportement du Parti des socialistes de Catalogne, qui aurait sanctionné plusieurs de ses militants pour avoir maintenu des contacts avec ¡Basta Ya!, un collectif ayant reçu en 2001 le prix Sakharov du Parlement européen. Ciudadanos qualifie le PSC de « groupuscule d'extrême droite » et juge ce comportement d'« inapproprié pour un parti démocratique » et déclare que cela aurait « déshonoré publiquement » le Parlement européen.
Lors des élections européennes de 2009, le parti intègre la coalition Libertas, à laquelle appartient notamment Philippe de Villiers. Albert Rivera qualifie a posteriori cette alliance de « grave erreur » et déclare : « nos compagnons de route appartiennent au groupe libéral démocrate. VVD aux Pays-Bas, les libéraux au Royaume-Uni, François Bayrou en France, le Parti démocrate en Italie, le Parti démocrate aux États-Unis, etc. ».

### Expansion nationale depuis 2014

Logo jusqu'en 2017.

Dans le cadre de sa stratégie d'implantation nationale, Ciudadanos conclut des alliances avec des partis mineurs tels que le Centre démocrate libéral, l'Union du peuple salmantin, Union régionaliste de Castille-et-Léon, et l'Union centriste libérale, qui fusionnent avec Ciudadanos entre 2014 et 2015.
De plus, durant cette période, des politiques provenant d'autres formations politiques créent la polémique en rejoignant Citoyens[Qui ?]. Le 26 novembre 2014, deux conseillers municipaux du PSC à Sant Vicenç dels Horts quittent leur poste et le parti « en raison de divergences avec l'ambiguïté du PSC au sujet de la consultation sur l'indépendance » pour rejoindre Ciudadanos.
José Serna, coordinateur de Ciudadanos à Torrevieja assure en 2015 que « des infiltrés du Parti populaire » au sein du parti prétendent l'éloigner de la direction du parti. Ciudadanos réagit immédiatement en l'expulsant du parti. José Serna accuse alors les responsables de Ciudadanos, tant au niveau local que provincial « de ne pas respecter les statuts de la formation pour l'éliminer ».

#### Élections régionales de 2015
Le 27 septembre 2015, le parti emmené par Inés Arrimadas devient la deuxième force politique de Catalogne lors des élections régionales de septembre 2015 (17,9 % des voix, 25 sièges).

#### Élections générales de 2016
Lors des élections générales de 2016, Ciudadanos emmené par Albert Rivera obtient 13,1 % des voix remportant 32 sièges au Congrès des députés et aucun au Sénat

### Congrès defévrier 2017
À la suite du congrès de février 2017 et de la redéfinition de l'idéologie du parti qui remplace la social-démocratie par le libéralisme progressiste,, la formation politique voit son nombre d'adhérents chuter brutalement en Catalogne, dans la Communauté valencienne et en Cantabrie principalement. De nombreux députés régionaux et provinciaux ainsi que certains conseillers municipaux des grandes villes abandonnent la formation tout en conservant leurs mandats. De la sorte, le parti n'est plus représenté au sein de certaines institutions.

### Reculs électoraux depuis 2019
À l'approche des élections générales d'avril 2019, Albert Rivera exclut tout accord de gouvernement avec le PSOE à l’issue des élections, proposant un gouvernement de coalition avec le PP. Il n'exclut pas un soutien de Vox, sur le modèle du gouvernement andalou formé en janvier 2019.
Albert Rivera démissionne de sa fonction de président de Ciudadanos et quitte le parti à l'issue des élections générales de novembre 2019, sa formation étant passée de 57 députés à 10.
Ciudadanos subit un fort revers électoral lors des élections locales en Catalogne de 2021, passant de 25,4 % à 5,6 % des voix. Devant le refus de la dirigeante du parti, Inés Arrimadas, de démissionner à la suite de cet échec, un groupe d'élus baptisé les « rénovateurs de Ciudadanos » se constitue pour exiger une « analyse urgente et profonde ». La formation libérale rompt en mars 2021 sa coalition avec le Parti populaire en région de Murcie, ce qui provoque la rupture de l'alliance dans la communauté de Madrid et des élections anticipées. Les élections à Madrid constituent une nouvelle débâcle pour le parti, qui passe de 19,5 % à 3,5%, son électorat étant largement absorbé par le PP. De nombreux cadres décident de changer de parti, notamment Fran Hervías (numéro trois de la formation libérale pendant six ans) ou encore le député Pablo Cambronero.

### Congrès et élections municipales de 2023
Lors des primaires préalables à la VIe assemblée générale, le 12 janvier 2023, la liste soutenue par Inés Arrimadas, emmenée par Patricia Guasp et Adrián Vázquez s'impose avec 53,25 % des suffrages exprimés, contre 39,34 % pour celle d'Edmundo Bal (es) et Santiago Saura (es), critique de la direction sortante. Cette victoire est ratifiée trois jours plus tard par l'assemblée générale, Guasp occupant les fonctions de porte-parole politique et Vázquez celles de secrétaire général. Le parti avait en effet décidé, à l'occasion de ce processus interne de renouvellement, de supprimer le poste de président au profit de deux responsabilités, spécifiquement dédiées à l'interne — secrétaire général — et à l'action politique — porte-parole politique.
Aux élections municipales espagnoles de 2023, le parti réalise un score « catastrophique » perdant presque sept points par rapport aux élections municipales de 2019 en passant de 8,72 % des scrutins à 1,35 %. Ciudadanos, qui représentait un espoir depuis 2015, aurait ainsi « perdu toute crédibilité », ses anciens électeurs s'étant tournés vers le Parti populaire.
À la suite de cette défaite, Ciudadanos annonce qu'il ne présentera pas de candidats lors des élections législatives anticipées du 23 juillet 2023.

## Ligne politique
Ciudadanos défend simultanément une politique économique libérale, favorable au développement des entreprises, et une politique sociale active, en vue de protéger les plus faibles.
Les cinq grands axes autour desquels le parti articule sa politique sont :
- la citoyenneté : défendre le vivre-ensemble inter-territorial, l’égalité et l’équilibre des droits et des devoirs au sein de toutes les régions espagnoles et surtout parmi tous les citoyens espagnols. Les régions n'ont pas de droits, seuls les individus en ont.
- liberté et égalité : promouvoir la critique constructive et défendre les valeurs démocratiques. L'État doit promouvoir l'égalité des chances et faire en sorte que ni l'origine ethnique, ni la langue, ni le sexe, ni la condition économique de l’individu ne détermine de privilège.
- laïcité : neutralité dans l'administration publique vis-à-vis de la religion et des sujets identitaires, qui n’en sont pas moins respectables dans le domaine de la vie privée, mais qui ne peuvent en aucun cas s’imposer face aux droits civils des citoyens.
- défense de la langue espagnole : le concept de « l'immersion totale en catalan » est, selon Ciudadanos, un concept nationaliste catalan. Ciudadanos s'oppose à l'enseignement du catalan par immersion et souhaite donner la possibilité de recevoir un enseignement uniquement en espagnol.
- défense de la Constitution espagnole : la souveraineté repose sur l'ensemble des citoyens espagnols et non sur les communautés autonomes. Défense de l’intérêt général et non de l’intérêt particulier d’un territoire ou d’une partie des citoyens.

Ciudadanos est clairement opposé au dernier statut d'autonomie de la Catalogne approuvé par 73,23 % des Catalans lors du référendum du 18 juin 2006 (es), parce qu’il va à l'encontre de plusieurs positions mentionnées ci-dessus et insiste sur la ligne d’une construction et réorganisation de l'État fondée sur la « satisfaction » des intérêts particuliers et non ceux de l’intérêt général.
Son programme économique est proche de celui du Parti populaire. Il insiste notamment pour une baisse massive des impôts, y compris de l’impôt sur les sociétés.
Sur les questions sociétales, le parti s'est initialement opposé au mariage homosexuel, n'a pas voté au Parlement catalan la motion demandant le retrait de l'avant-projet de loi restreignant l'IVG envisagé par le gouvernement Rajoy, propose d'autoriser l'IVG dans les 12 premières semaines de grossesse — contre 14 semaines aujourd'hui — et défend la légalisation et l'encadrement de la gestation pour autrui (GPA),.
Alors que le parti se présente centriste, la presse et les Espagnols le classent au centre droit, voire à droite,,,.
À l'automne 2018, les socialistes espagnols et catalans dénoncent ce qu'ils considèrent comme une proximité entre Ciudadanos et le parti d'extrême droite Vox,. À la suite des élections régionales en Andalousie, le Parti populaire et Ciudadanos souscrivent un pacte de gouvernement, appuyé par Vox.
Le parti entreprend un virage à droite sous l’impulsion d'Albert Rivera afin de prendre la place du Parti populaire (PP) mais cette stratégie conduit à une débâcle électorale en novembre 2019. Devant cet échec, Albert Rivera laisse sa place à Inés Arrimadas à la tête du parti en mars 2020. Celle-ci choisit de se rapprocher du gouvernement de Pedro Sanchez (PSOE) afin de peser contre Podemos et la Gauche républicaine de Catalogne (ERC), tous deux partenaires du gouvernement.

## Dirigeants

### Présidents
- Albert Rivera (9 juillet 2006 - 30 novembre 2019)

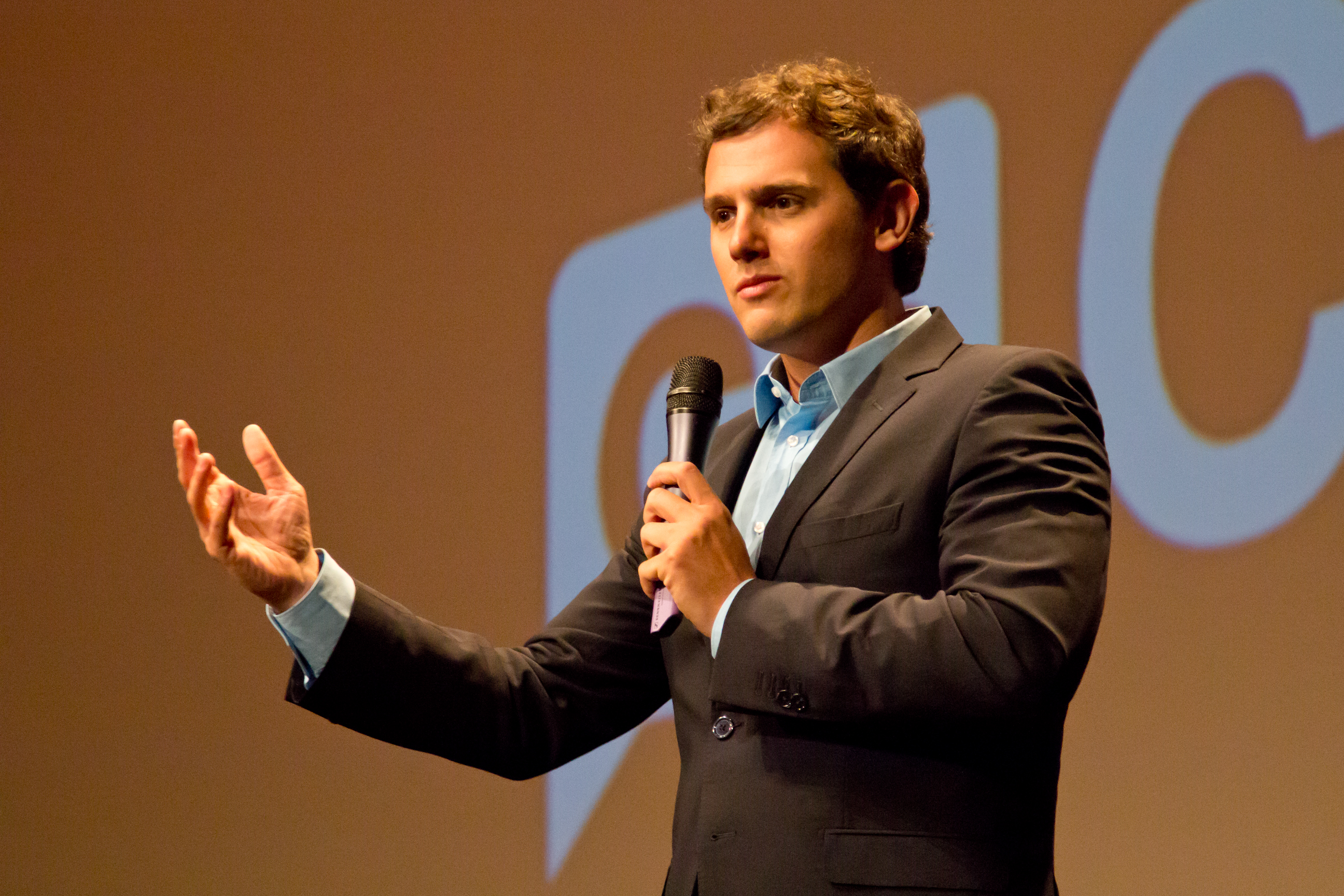
Albert Rivera, en 2015.

- Manuel García Bofill (intérim, 30 novembre 2019 - 14 mars 2020)
- Inés Arrimadas (14 mars 2020 – 15 janvier 2023)
- Fonction supprimée (depuis le 15 janvier 2023)

### Secrétaires généraux
- Adrián Vázquez (12 janvier 2023 - 24 mars 2024)
- Vacant (24 mars 2024 - 28 octobre 2024)
- Carlos Pérez-Nievas (depuis le 28 octobre 2024)

### Porte-paroles nationaux
- Patricia Guasp (12 janvier 2023 - 20 août 2023)
- Vacant (20 août 2023 - 25 novembre 2023)
- Jordi Cañas (depuis le 25 novembre 2023)

## Résultats électoraux

### Élections générales
| Année   | Congrès des députés | Congrès des députés | Congrès des députés | Congrès des députés | Congrès des députés | Sénat              | Gouvernement                                                |
| Année   | %                   | Voix                | Sièges              | Tête de liste       | Rang                | Sénat              | Gouvernement                                                |
| ------- | ------------------- | ------------------- | ------------------- | ------------------- | ------------------- | ------------------ | ----------------------------------------------------------- |
| 2008    | 0,18                | 46 313              | 0 / 350             | Albert Rivera       | 13e                 | 0 / 208            | Extra-parlementaire                                         |
| 2011    | Ne se présente pas  | Ne se présente pas  | Ne se présente pas  | Ne se présente pas  | Ne se présente pas  | Ne se présente pas | Ne se présente pas                                          |
| 2015    | 13,93               | 3 500 446           | 40 / 350            | Albert Rivera       | 4e                  | 0 / 208            | Pas de gouvernement                                         |
| 2016    | 13,06               | 3 141 570           | 32 / 350            | Albert Rivera       | 4e                  | 0 / 208            | Soutien sans participation (2016-18) ; opposition (2018-19) |
| 04/2019 | 15,86               | 4 136 600           | 57 / 350            | Albert Rivera       | 3e                  | 4 / 208            | Pas de gouvernement                                         |
| 11/2019 | 6,79                | 1 637 540           | 10 / 350            | Albert Rivera       | 5e                  | 0 / 208            | Opposition                                                  |
| 2023    | Ne se présente pas  | Ne se présente pas  | Ne se présente pas  | Ne se présente pas  | Ne se présente pas  | Ne se présente pas | Ne se présente pas                                          |

### Élections européennes
| Année | %    | Sièges | Tête de liste | Rang | Groupe |
| ----- | ---- | ------ | ------------- | ---- | ------ |
| 2014  | 3,2  | 2 / 54 | Javier Nart   | 8e   | ADLE   |
| 2019  | 12,2 | 8 / 59 | Luis Garicano | 3e   | RE     |
| 2024  | 0,7  | 0 / 61 | Jordi Cañas   | 11e  | N/a    |

### Élections régionales

#### Catalogne
| Année | %     | Sièges   | Tête de liste    | Rang | Gouvernement        |
| ----- | ----- | -------- | ---------------- | ---- | ------------------- |
| 2006  | 3,03  | 3 / 135  | Albert Rivera    | 6e   | Opposition          |
| 2010  | 3,39  | 3 / 135  | Albert Rivera    | 7e   | Opposition          |
| 2012  | 7,58  | 9 / 135  | Albert Rivera    | 6e   | Opposition          |
| 2015  | 17,90 | 25 / 135 | Inés Arrimadas   | 2e   | Opposition          |
| 2017  | 25,37 | 36 / 135 | Inés Arrimadas   | 1er  | Opposition          |
| 2021  | 5,58  | 6 / 135  | Carlos Carrizosa | 7e   | Opposition          |
| 2024  | 0,73  | 0 / 135  | Carlos Carrizosa | 10e  | Extra-parlementaire |

#### Autres
| Année | AN      | AR      | AS      | CN     | CB     | CM      | CL      | EX      | GA     | IB     | RI      | MD      | MU      | NC      | PV        | VC      |
| ----- | ------- | ------- | ------- | ------ | ------ | ------- | ------- | ------- | ------ | ------ | ------- | ------- | ------- | ------- | --------- | ------- |
| 2015  | 9,28 %  | 9,42 %  | 7,26 %  | 5,94 % | 6,94 % | 8,64 %  | 10,27 % | 4,39 %  |        | 5,94 % | 10,43 % | 12,15 % | 12,57 % | 2,96 %  |           | 12,66 % |
| 2016  | 9,28 %  | 9,42 %  | 7,26 %  | 5,94 % | 6,94 % | 8,64 %  | 10,27 % | 4,39 %  | 3,4 %  | 5,94 % | 10,43 % | 12,15 % | 12,57 % | 2,96 %  | 2,0 %     | 12,66 % |
| 2017  | 9,28 %  | 9,42 %  | 7,26 %  | 5,94 % | 6,94 % | 8,64 %  | 10,27 % | 4,39 %  | 3,4 %  | 5,94 % | 10,43 % | 12,15 % | 12,57 % | 2,96 %  | 2,0 %     | 12,66 % |
| 2018  | 18,28 % | 9,42 %  | 7,26 %  | 5,94 % | 6,94 % | 8,64 %  | 10,27 % | 4,39 %  | 3,4 %  | 5,94 % | 10,43 % | 12,15 % | 12,57 % | 2,96 %  | 2,0 %     | 12,66 % |
| 2019  | 18,28 % | 16,67 % | 13,97 % | 7,37 % | 7,94 % | 11,38 % | 14,94 % | 11,11 % | 3,4 %  | 9,99 % | 11,53 % | 19,46 % | 11,99 % | – (NA+) | 2,0 %     | 17,70 % |
| 2020  | 18,28 % | 16,67 % | 13,97 % | 7,37 % | 7,94 % | 11,38 % | 14,94 % | 11,11 % | 0,75 % | 9,99 % | 11,53 % | 19,46 % | 11,99 % | – (NA+) | – (PP+Cs) | 17,70 % |
| 2021  | 18,28 % | 16,67 % | 13,97 % | 7,37 % | 7,94 % | 11,38 % | 14,94 % | 11,11 % | 0,75 % | 9,99 % | 11,53 % | 3,57 %  | 11,99 % | – (NA+) | – (PP+Cs) | 17,70 % |
| 2022  | 3,30 %  | 16,67 % | 13,97 % | 7,37 % | 7,94 % | 11,38 % | 4,49 %  | 11,11 % | 0,75 % | 9,99 % | 11,53 % | 3,57 %  | 11,99 % | – (NA+) | – (PP+Cs) | 17,70 % |
| 2023  | 3,30 %  | 1,28 %  | 0,93 %  | 0,38 % | 2,32 % | 1,00 %  | 4,49 %  | 0,89 %  | 0,75 % | 1,35 % | 0,88 %  | 1,57 %  | 1,53 %  | 0,38 %  | – (PP+Cs) | 1,50 %  |
| 2024  | 3,30 %  | 1,28 %  | 0,93 %  | 0,38 % | 2,32 % | 1,00 %  | 4,49 %  | 0,89 %  | N/a    | 1,35 % | 0,88 %  | 1,57 %  | 1,53 %  | 0,38 %  | N/a       | 1,50 %  |